# إلبير أورتايلي
إلبير أورتايلي (بالتركية: İlber Ortaylı) (21 أيار 1947)، هو مؤرخ تركي رائد، وأستاذ للتاريخ في جامعة غلطة سراي في إسطنبول وجامعة بيلكنت في أنقرة. تم تعيينه عام 2005 مديراً لمتحف طوب قابي في إسطنبول، حتى تقاعده سنة 2012.

## سيرته
ولد إلبير أورتايلي في 21 مايو 1947 في مدينة بريغنز بـالنمسا لعائلة من تتار القرم، والتي هربت من الترحيل والاضطهاد إبان حكم جوزيف ستالين، وذهب إلى تركيا عندما كان يبلغ عامين من العمر. ارتاد إلبير أورتايلي المدرسة الابتدائية وثانوية القديس جورج النمساوية في إسطنبول ومن ثم ثانوية أنقرة أتاتورك. تخرج من جامعة أنقرة (كلية العلوم السياسية)، وأكمل دراساته العليا في جامعة شيكاغو تحت إشراف البروفيسور خليل إينالجك وجامعة فيينا. تَحصّل على درجة الدكتوراه من كلية العلوم السياسية في جامعة أنقرة. كانت أطروحته حول الإدارة المحلية في فترة التنظيمات (عام 1978). انضم إلى الهيئة التدريسية بعد حصوله على الدكتوراه في نفس الجامعة، وعين أستاذاً مشاركاً عام 1979. في عام 1982 استقال من منصبه احتجاجاً على السياسة الأكاديمية اتجاه الحكومة التي أقيمت عقب الانقلاب عام 1980. بعد التعليم في عدة جامعات في تركيا وأوروبا وروسيا، عاد إلى جامعة أنقرة عام 1989 وأصبح أستاذاً للتاريخ ورئيساً لقسم التاريخ الإداري.
يعرف عن إلبير أورتايلي إتقانه لعدة لغات، فبالإضافة إلى التركية فهو يتحدث الألمانية والروسية والإنجليزية والفرنسية.

## أعماله
نشر إلبير أورتايلي مقالات عن التاريخ العثماني والروسي، مع التركيز بشكل خاص على المدن وعلى تاريخ الإدارة العامة والدبلوماسية والتاريخ الثقافي والفكري. تسلم جائزة مؤسسة آيدين دوآن عام 2001. هو عضو في مؤسسة الدراسات العالمية، والمؤسسة الأوروبية-الإيرانية للدراسات، والأكاديمية النمساوية-التركية للعلوم. تم نشر كتاب عن سيرته الذاتية بعنوان «الوقت لم يضع: كتاب إلبير أورتايلي» (بالتركية: Zaman Kaybolmaz: İlber Ortaylı Kitabı) من تأليف نيلجون أويسال عام 2006.